# Thirty Seconds Over Winterland
1973 áprilisában jelent meg a Jefferson Airplane második koncertalbuma, a Thirty Seconds Over Winterland. Nem sokkal megjelenése után az együttes feloszlott. Az album a listák 52. helyéig jutott.
1989-ben a Berkeley Systems nevű számítástechnikai cég megjelentette After Dark nevű képernyővédő-csomagját, ami hamarosan népszerűvé vált. A csomag tartalmazott egy Flying Toasters (Repülő kenyérpirítók) nevű opciót, mely az album borítóján látható képre emlékeztetett. Amikor egy másik cég, a Delrina átvette a kenyérpirítós animációt, a Berkeley pert indított a cég ellen, amit meg is nyert.
Nem sokkal ezután a Jefferson Airplane perelte be a Berkeley-t, mert azok lemásolták a borítón látható kenyérpirítókat. Az együttes azonban elvesztette a pert, mert a Berkeley arra hivatkozott, hogy korábban nem ismerte az albumborítót, az együttes pedig nem jegyeztette be a képet saját műalkotásként.

## Az album dalai

### Első oldal
1. Have You Seen the Saucers? (Paul Kantner) – 4:15
2. Feel So Good (Jorma Kaukonen) – 11:10
3. Crown of Creation (Paul Kantner) – 4:05

### Második oldal
1. When the Earth Moves Again (Paul Kantner) – 4:05
2. Milk Train (Grace Slick/Papa John Creach/Roger Spotts) – 3:57
3. Trial by Fire (Jorma Kaukonen) – 5:00
4. Twilight Double Leader (Paul Kantner) – 5:41

## Közreműködők
- Grace Slick – ének
- Paul Kantner – ritmusgitár, ének
- Jorma Kaukonen – szólógitár, ének
- Jack Casady – basszusgitár
- Papa John Creach – hegedű
- John Barbata – dob, ütőhangszerek
- David Freiberg – ének

### Produkció
- Don Gooch – hangmérnök
- Mallory "Mallory" Earl – hangmérnök
- Pat "Maurice" Ieraci – produkciós koordinátor
- Bruce Steinberg – borító design, illusztrációk, fotók
- Randy Tuten – fotók a belső borítón
- Greg Irons – rajz
- Heavy Water Lights (Joan Chase, Mary Ann Mayer, John Hardham) – világosítás
- Acy Lehman – művészeti vezető
- Jefferson Airplane – producer